# William W. Averell
William W. Averell (Cameron, 5 novembre 1832 – Bath, 3 febbraio 1900) è stato un generale statunitense fu un militare di carriera dell'esercito degli Stati Uniti e un generale di cavalleria durante la Guerra civile americana. Al termine della guerra si dedicò alla carriera diplomatica e, più tardi, a brevettare invenzioni da lui progettate. Acquisì ricchezza e fama soprattutto per l'invenzione dell'asfalto per pavimentazione.